# Nieuwendijk
For the town in Holanda do Sul, see Nieuwendijk (Holanda do Sul)
Nieuwendijk (51° 46′ N, 4° 55′ L) é uma cidade dos Países Baixos, na província de Brabante do Norte. Nieuwendijk pertence ao município de Werkendam, e está situada a 8 km, a sul de Gorinchem.
Em 2001, a cidade de Nieuwendijk tinha 2212 habitantes. A área urbana da cidade é de 0.60 km², e tem 880 residências.
A área de Nieuwendijk, que também inclui as partes periféricas da cidade, bem como a zona rural circundante, tem uma população estimada em 3360 habitantes.